# Dendrobium dendrocolloides
Dendrobium dendrocolloides är en orkidéart som beskrevs av Johannes Jacobus Smith. Dendrobium dendrocolloides ingår i släktet Dendrobium, och familjen orkidéer. Inga underarter finns listade i Catalogue of Life.